# PRELID3B
PRELID3B (англ. PRELI domain containing 3B) — білок, який кодується однойменним геном, розташованим у людей на довгому плечі 20-ї хромосоми. Довжина поліпептидного ланцюга білка становить 194 амінокислот, а молекулярна маса — 21 495.
| 10         |  | 20         |  | 30         |  | 40         |  | 50         |
| ---------- |  | ---------- |  | ---------- |  | ---------- |  | ---------- |
| MKIWTSEHVF |  | DHPWETVTTA |  | AMQKYPNPMN |  | PSVVGVDVLD |  | RHIDPSGKLH |
| SHRLLSTEWG |  | LPSIVKSLIG |  | AARTKTYVQE |  | HSVVDPVEKT |  | MELKSTNISF |
| TNMVSVDERL |  | IYKPHPQDPE |  | KTVLTQEAII |  | TVKGVSLSSY |  | LEGLMASTIS |
| SNASKGREAM |  | EWVIHKLNAE |  | IEELTASARG |  | TIRTPMAAAA |  | FAEK       |

A: Аланін

D: Аспарагінова кислота

E: Глутамінова кислота

F: Фенілаланін

G: Гліцин

H: Гістидин

I: Ізолейцин

K: Лізин

L: Лейцин

M: Метіонін

N: Аспарагін

P: Пролін

Q: Глутамін

R: Аргінін

S: Серин

T: Треонін

V: Валін

W: Триптофан

Кодований геном білок за функцією належить до фосфопротеїнів. 
Задіяний у такому біологічному процесі, як альтернативний сплайсинг. 